# جيروذ غولدماني
جيروذ غولدماني (الاسم العلمي: Neotoma goldmani) هي نوع من الحيوانات تتبع جنس الجيروذ من فصيلة الفأرية.